# Barile
Barile är en stad i provinsen Potenza i regionen Basilicata i Italien. Kommunen hade 2 729 invånare (2017) och gränsar till kommunerna Ginestra, Melfi, Rapolla, Rionero in Vulture, Ripacandida och Venosa.[källa behövs]
Invånarna är övervägande av arberesjiskt ursprung och det arberesjiska språket talas i staden.[källa behövs]